# Mackinacstrædet
Mackinacstrædet (engelsk: Straits of Mackinac, udtales [ˈmækɪˌnɔː]) er et sund som skiller den øvre og den nedre halvø i Michigan i USA. Sundet forbinder de to indsøer Lake Michigan og Lake Huron.
Sundet er 8 kilometer bredt på det bredeste, og forbindes af Mackinacbroen. Strædet fryser til om vinteren, men holdes åbent af isbrydere. 
Der findes to beboede øer i Mickinacstrædet, Mackinac Island og Bois Blanc. Der er også to ubeboede øer, Round Island og St. Helena Island. Der er to byer ved sundet, Mackinac City og St. Ignace. Desuden er der to forter, Fort Michilimackinac og Fort Mackinac. Begge forter er populære turistdestinationer.